# Steve Khan
Steve Khan (Los Ángeles, 28 de abril de 1947) es un guitarrista norteamerciano de jazz y jazz rock. 
Ha trabajado con un gran número de músicos de primer nivel, entre ellos Steely Dan, Billy Joel, Michael Franks, Hubert Laws, Billy Cobham, Jack DeJohnette, James Brown, Maynard Ferguson, y Weather Report. En 1977, estuvo de gira con los CBS Jazz All Stars en Japón, y lideró una banda llamada Eyewitness que incluía músicos como Steve Jordan, Anthony Jackson y Manolo Badrena. Antes, había estado con el grupo de jazz rock Blood, Sweat & Tears, sustituyendo a Georg Wadenius, aunque no permaneció con ellos más que un par de meses, tomando su relevo Mike Stern. No obstante queda huella grabada de su estancia, en el disco In concert (Live and Improvised).
Es autor de cinco libros sobre jazz:: Pentatonic Khancepts, Contemporary Chord Khancepts, The Wes Montgomary Guitar Folio, Pat Martino - The Early Years, y Guitar Workshop Series. Su álbum "Tiempo prestado (Borrowed Time)" fue nominado a los Premios Grammy en 2007 como Mejor Álbum de Latin Jazz.
Durante los años 1980 y 1990, fue miembro del grupo Elements.

## Discografía
- Live and Improvised (1975, editado en 1977), de Blood, Sweat & Tears.
- Sometime Other Than Now (1976) de "Steve Marcus Count's Rock Band", Flying Dutchman [Todos los temas compuestos por Steve Khan].
- Two For the Road (1977) de Larry Coryell y Steve Khan, Novus (duetos de guitarra acústica, en vivo).
- Tightrope (1977), Columbia.
- Alivemutherforya (1978), Columbia.
- The Blue Man (1978), Columbia.
- Arrows (1979), Columbia.
- The Best of Steve Khan (1980), Columbia.
- Evidence (1980), Arista/Novus.
- Eyewitness (1981), Trio Records - con Steve Jordan, Anthony Jackson y Manolo Badrena.
- Modern Times (1982), Trio Records - [publicado como "Blades" por Passport Records] - Grabado en vivo en Japón con Steve Jordan, Anthony Jackson y Manolo Badrena.
- Casa Loco (1983), Antilles/Polydor - con Steve Jordan, Anthony Jackson y Manolo Badrena.
- Local Color (1987), Denon Records - dueto con Rob Mounsey.
- Helping Hand (1987), Polydor - con Steve Jordan, Anthony Jackson, Manolo Badrena, Bill Evans (saxo), Clifford Carter, Neil Jason, Christopher Parker y Cafe.
- Public Access (1989), GRP Records - con Dave Weckl, Anthony Jackson y Manolo Badrena.
- Let's Call This (1991), Bluemoon - trio con Ron Carter y Al Foster.
- Headline (1992), Bluemoon - con Ron Carter y Al Foster; además, Dennis Chambers, Anthony Jackson y Manolo Badrena.
- The Collection (1994), Columbia.
- The Crossings (1994), Verve/Forecast - con Dennis Chambers, Anthony Jackson, Manolo Badrena y Michael Brecker.
- Got My Mental (1996), Evidence - con John Patitucci, Jack DeJohnette, Don Alias, Bobby Allende, Marc Quiñones y Cafe.
- You Are Here (1997), Siam Records - dueto con Rob Mounsey.
- New Horizons (2000), del grupo Caribbean Jazz Project, Concord Picante.
- Paraiso (2001), del grupo  Caribbean Jazz Project, Concord Picante.
- Una a la vez (2003) de Guillermo Carrasco, eMG, (Guitarra en los temas El Camino, El Árbol, Lucía).
- The Green Field, (2005), Tone Center Records - con John Patitucci, Jack DeJohnette, Manolo Badrena, Ralph Irizarry y Roberto Quintero.
- Borrowed Time, (2007), Tone Center Records.
- The Suitcase, (2007), ESC Records.
- Parting Shot, (2011), Tone Center Records.